# Скот Дрейпър
Скот Денис Дрейпър (на английски: Scott Dennis Draper) е австралийски тенисист. 

## Биография
Скот Дрейпър е роден на 5 юни 1974 г. в Бризбън, Австралия. Посещава държавната гимназия в Бризбън. Той се жени за първата си съпруга Кели през 1998 г., тя почива през 1999 г. от кистозна фиброза.
Жени се повторно за Джесика, те имат син Джейдън, роден на 3 май 2007 г.
По-големият му брат Марк достига до номер 152 в ранглистата на сингъл през септември 1998 г., а сестра му Шарън е топ тенисистка при юношите.

## Кариера
Скот Дрейпър достига до номер 5 в световната ранглиста на двойки за юноши през 1992 г., след като печели титлата на двойки за момчета на Уимбълдън.

## Кариерна статистика

### ATP финали (1 титли; 3 финала)
|        | П–З | Година | Турнир                 | Клас           | Настилка | Опонент        | Резултат      |
| ------ | --- | ------ | ---------------------- | -------------- | -------- | -------------- | ------------- |
| Загуба | 0–1 | 1997   | Аделаида Интернешънъл  | Световни серии | Твърда   | Тод Удбридж    | 2–6, 1–6      |
| Победа | 1–1 | 1998   | Куинс Клъб Чемпиъншипс | Световни серии | Трева    | Лорънс Тилеман | 7–6(7–5), 6–4 |
| Загуба | 1–2 | 1998   | Вашингтон Оупън        | Шампионски     | Твърда   | Андре Агаси    | 2–6, 0–6      |

### Титли на смесени двойки в турнири от Големия шлем (1)
| година | турнир       | партньор       | съперници              | резултат         |
| ------ | ------------ | -------------- | ---------------------- | ---------------- |
| 2005   | ОП Австралия | Саманта Стосър | Кевин Улит Лизел Хубер | 6–2, 2–6, [10–6] |